# Xian de Jiangyong
Le xian de Jiangyong (江永县 ; pinyin : Jiāngyǒng Xiàn) est un district administratif de la province du Hunan en Chine. Il est placé sous la juridiction de la ville-préfecture de Yongzhou.
Nüshu est une écriture locale comprise uniquement par les femmes du comté de Jiangyong.

## Démographie
La population du district était de 246 163 habitants en 1999.